# Fran Meric
Francoise Lorraine Meric Troncoso (Ciudad de México, 1 de agosto de 1981), más conocida como Fran Meric, es una actriz y conductora mexicana.

## Biografía
A los 11 años de edad se mudó a la ciudad de Veracruz, donde pronto comenzaría con su profesión artística.
Su debut en pantalla chica fue en el año 2002 en el programa La jalada producido por TV Azteca Veracruz, donde condujo y realizó varias entrevistas a personalidades de la televisión, aunque dicho programa únicamente era transmitido en el Estado de Veracruz.
Ese mismo año, tras aprobar el examen de ingreso para la carrera de Actuación en el CEFAT, la actriz regresaría a la Ciudad de México para consolidarse en el mundo del espectáculo.
El primer protagónico que tuvo con TV Azteca fue en el programa infantil Cybercuates (2004), donde daba vida a una guardiana de la tierra que utilizaba sus poderes para defender nuestro planeta de amenazas.
Posteriormente ingresó al elenco de La otra mitad del sol donde compartió créditos con Anette Michel, Demián Bichir y Ari Telch; donde le daba vida a una joven estudiante que se encontraba enamorada de su profesor (Demian Bichir) y llevaría su romance hasta las últimas consecuencias con tal de separar a los protagonistas.
Su regreso a la conducción fue durante el programa Tempranito, producido por Alejandro Romero donde volvió a compartir créditos con Anette Michel, Aylin Mujica, Betty Monroe y Daniel Bisogno (con quien sostuvo una relación sentimental por más de 3 años).
Una vez más la actriz demostró su capacidad artística incursionando en el teatro donde apareció en la puesta en escena de El Tenorio Cómico producida por Alejandro Gou con los Mascabrothers. En dicha puesta alternaba el personaje principal con Anette Michel.
Posteriormente y tras la aceptación del público, Fran protagonizó la puesta en escena A oscuras me da risa (también producida por Alejandro Gou) con el mismo elenco de El Tenorio Cómico. Fran tuvo que abandonar la obra por motivos personales, que nunca fueron revelados, pero supuestamente fue por el rompimiento de la relación que sostenía con Daniel Bisogno.
En 2009 apareció como actriz invitada en la telenovela Pobre rico, pobre protagonizada por Víctor García, Héctor Arredondo y Cinthia Vázquez. 
En el 2010 dio vida al personaje protagónico del programa Asgaard donde interpretaba a una hada llamada "Laya". El programa era una especie de remake del legendario programa español El juego de la oca. Ese mismo año dio vida a La Bella Durmiente en una producción de Azteca Teatro, producida por Lupita Sandoval, donde compartió créditos con Lambda García.
La actriz no pudo terminar el contrato con Lupita Sandoval, ya que formó parte del elenco a principios del 2011 de la telenovela A corazón abierto interpretando a la doctora Cristina Solórzano. Y dichas grabaciones fueron realizadas en Colombia, bajo la adaptación y dirección de Raúl Quintanilla.
Mantuvo desde inicios del 2012 una relación amorosa con el cantante Raúl Sandoval, luego de constantes fracasos amorosos como el que sostuvo con Leonardo García entre otros.
Ha participado en la telenovela que ocupó en el horario estelar en TV Azteca Los Rey, donde comparte créditos con el mismo Leonardo García, y su actual esposo Raúl Sandoval.
En septiembre de 2014, ella y Raúl Sandoval contrajeron matrimonio en una ceremonia privada realizada en Tepoztlán, Morelos.

## Filmografía

### Anfitriona
- Por fin el fin (2007-2008)
- Tempranito (1998-2006)

### Teatro
- La bella durmiente (2011)
- Venecia (2012)

### Televisión
- Un día para vivir (2022, 2023) .... Giselda / Felicia
- Rutas de la vida (2022) ....  Tonantzin / Soraya[2]
- Esta historia me suena (2021)
- Decisiones: unos ganan, otros pierden (2020)[3]
- Relatos de mujeres (2018) .... Katy Jurado
- ¡Muy padres! (2017-2018) .... Sofía Urrutia Gómez
- Un día cualquiera (2016) .... Ep. «La muerte y sus fantasmas»
- Así en el barrio como en el cielo (2015) .... Casandra Legarreta[4][5]
- Secretos de familia (2013) ... Sandra Ventura
- Los Rey (2012) .... Jenny Laborde
- A corazón abierto (2011-2012) .... Cristina Solorzano[6]
- Asgaard (2009) .... Laya
- Pobre rico, pobre (2008) .... Claudia
- Cambio de vida (2008) .... Cameo (la modelo)
- Bailando por un millón (2005) .... Participante[7]
- La otra mitad del sol (2005) .... Isabel Medina
- Cybercuates (2004) .... Sabina
- La jalada (2002)